# No Way Back
「No Way Back」（ノー ウェイ バック）は、AAAの54枚目のシングル。2017年7月5日にavex traxから発売された。

## 概要
- 前作「MAGIC」から約5ヶ月ぶりの発売となる。
- ジャケットA、B、ファンクラブ限定盤の3形態で発売。全形態にスマプラが付く。
- ジャケットのデザインは3形態ともイラストレーターの永井博が担当している[2]。
- 2017年3月末で伊藤千晃が卒業して以降、6人体制での初シングルとなる。
- 2017年8月30日にグループとしては初のアナログ盤の発売が決定。アナログ盤には通常盤に収録されている収録曲に加え、プロデューサー・DJとして活躍する大沢伸一による“MONDO GROSSO REMIX”が新たに収録され、mu-moショップ、AAA Party、AAA mobile、Amazon、HMV、タワーレコードで数量限定販売される予定[3]。
- 2017年8月18日、音楽番組「ミュージックステーション」に「MAGIC」以来、6ヶ月ぶり6回目の登場。「No Way Back」を披露。シングルでは3作連続で出演している[4]。

## 収録内容

### ジャケットA
CD
1. No Way Back  [3:45]
（作詞：Mio Aoyama / Rap詞：Mitsuhiro Hidaka / 作曲・編曲：大西克巳）
氷結(R)×AAA オリジナルWEBムービーソング[5]
2. Beat Together  [4:22]
（作詞：溝口貴紀 / Rap詞：Mitsuhiro Hidaka / 作曲：五戸力 / 編曲：日比野裕史）
ラグーナテンボス 夏キャンペーンソング
3. No Way Back (Instrumental) [3:45]
4. Beat Together (Instrumental) [4:19]

DVD
1. No Way Back (Music Clip)
2. No Way Back (Music Clip Making)

### ジャケットB
CD
1. No Way Back
2. Beat Together
3. No Way Back (Instrumental)
4. Beat Together (Instrumental)

### ジャケットC（ファンクラブ限定盤）
CD
1. No Way Back
2. Beat Together
3. No Way Back (Instrumental)
4. Beat Together (Instrumental)

GOODS
1. AAA「No Way Back」オリジナルタンブラー（ステンレス）

### アナログ盤
SIDE A
1. No Way Back
2. Beat Together

SIDE B
1. No Way Back (MONDO GROSSO REMIX)
2. No Way Back (MONDO GROSSO REMIX) (Instrumental)